# Francisco Cánovas Candel
Francisco Cánovas Candel (Santomera, 14 de maig de 1927 - 2 d'abril de 2016) fou un futbolista espanyol de les dècades de 1940 i 1950.

## Trajectòria
Destacà en categoria juvenil al club Imperio FC i a la selecció murciana del Frente de Juventudes. El Reial Múrcia es fixà en ell i el fitxà amb 18 anys, debutant més tard a primera divisió. Dues temporades després fou fitxat pel FC Barcelona, on romangué quatre temporades. Amb el Barça jugà 35 partits amistosos en els quals marcà 17 gols, cap d'ells oficial. Fou cedit successivament a Girona FC, CE Sabadell, Racing de Santander i UE Lleida. Posteriorment jugà dues temporades al Reial Valladolid i una a la UD Las Palmas, acabant la seva carrera novament a l'Imperio. Disputà un partit amb la selecció catalana l'any 1950.